# 獻祭公主與獸王
《獻祭公主與獸王》是由友藤結所創作的日本漫畫，連載於少女漫畫雜誌《花與夢》2015年第23號至2020年第22號期間進行連載，單行本全15卷。2021年1月時累計發售量已超過180萬。改編電視動畫於2023年4月20日首播，由J.C.STAFF擔任動畫製作。

## 劇情簡介
這是一個人類與魔族共存的世界，經過多年大戰，人類與魔族做出協議，每年選出一位祭品作為停戰契約。身為第九十九號祭品而即被獻給魔族之王的少女紗莉菲。但是這名女孩坦然接受自己的命運，和王日常相處時慢慢拉近距離，新月之夜，儀式當天少女發現了王的秘密，原來擁有一半人類血統的王，每到這天便會變為人形。之後魔族之王決定娶紗莉菲成為王妃，而她也替王取了新名字雷恩哈特。這是少女成為魔族王妃的故事。

## 登場角色
聲優按照廣播劇CD／電視動畫的順序，僅有一項為電視動畫的聲優。
莎莉菲（聲：悠木碧／花澤香菜）
本作主角。被獻祭給魔王的少女，卻對魔王雷恩哈特傲然無畏，成為了魔族的女王。最後誕下理查，後日談提及還有一對雙胞胎女兒。
雷恩哈特（聲：津田健次郎／日野聰）
現任奧茲馬爾果王國國王，人類與魔族的混血兒。擁有人類和魔族兩個形態。實際上是前任奧茲馬爾果國王的弟弟與人類女性之間的孩子。
庫克和洛普斯（聲：小倉唯&高橋李依／貫井柚佳&藤原夏海）
長著眼球的黑色球體是區可，長著嘴巴的是羅普斯。莎莉暱稱為小庫和洛普。
阿努比斯（聲：櫻井孝宏／寺島拓篤）
現任奧茲馬爾果王國宰相。魔王雷恩哈特最信任的顧問。真名是天狼星。
阿蜜特（聲：潘惠美）
女性爬虫族，奧茲馬爾果王國的附庸國穆爾加王國第六公主。喜歡約孟加德，後與約孟加德成為戀人。
在續篇《白兔與獸之王子》正式與約孟加德結婚。
約孟加德（聲：小林親弘）
奧茲馬爾果王國親衛隊隊長。對雷恩哈特十分忠心。後與阿蜜特成為戀人。
在續篇《白兔與獸之王子》正式與阿蜜特結婚。
蘭德威爾特（聲：畠中祐）
莎莉菲的直屬親衛隊隊長。
續篇《白兔與獸之王子》中接受莎莉菲的委託定期監視離家出走理查。
前任奧茲馬爾哥果王（聲：土師孝也）
前任奧茲馬爾果王國國王，雷恩哈特的養父，實際上的伯父。已故。由於不育的緣故而收養弟弟與人類女性所生的雷恩哈特作為養子。
伊利亚（聲：千叶翔也）

加羅亞（聲：大塚芳忠）
伊斯坦的領主，爵位為公爵，稱號為「海神」。為了試探莎莉菲而故意偽裝成隨從，並由海軍總隊長喬茲假扮自己。由於紗莉菲親切對待自己，因此對她產生好感，其後更全力支持紗莉菲。
喬茲（聲：三宅健太）
伊斯坦的海軍總隊長。曾假扮加羅亞。
芬里爾（聲：中村悠一）

特托拉（聲：日高里菜）
奧茲馬爾果王國的附庸國薩布爾王國的第四公主。在訪問奧茲馬爾果王國時與莎莉菲成為好友。喜歡阿努比斯。
續篇《白兔與獸之王子》中作為魔族代表遠嫁到人類國家約阿拿王國。
賽特（聲：鳥海浩輔）
《獻祭公主與獸王》最終反派。前任奧茲馬爾果王的側妃與別人私通所生的兒子，本人對此毫不知情。為了篡奪王位，設計使雷恩哈特曝露其人類血統。後來其並非王族血脈一事被揭露後，無法接受事實的他，企圖以王族代代相傳的禁咒殺害莎莉菲時卻因為自身並非王室血脈，最終無法承受咒術的反噬而亡。
理查（聲：鈴代紗弓）
莎莉菲與雷恩哈特的兒子。續篇《白兔與獸之王子》的主角。與父親一樣擁有人類和魔族兩個形態。為了鍛鍊自己而離家出走。
拉維
續篇《白兔與獸之王子》的另一名主角。右眼失明的男性兔人族，職業為「賞金獵人」。原本是反王政組織的成員，其後為了庇護絲芭露而被反王政組織首領特德奪去右眼，從而脫離反王政組織。
絲芭露
續篇《白兔與獸之王子》出場。拉維的拍擋。留有黑色長髮的女性，職業為「賞金獵人」。
特德．奧森尼烏斯
續篇《白兔與獸之王子》出場。反王政組織的首領。意圖挑起人類與魔族的戰爭從而推翻雷恩哈特。小時候被母親拋棄，其後更被外婆多次虐待，因此造就其扭曲的性格。

## 出版書籍
台灣東立出版社於2017年3月至2019年5月期間發售繁體中文版，後版權到期改為長鴻出版社代理出版，並更改作品譯名。
| 卷數 | 白泉社         | 白泉社                                                  | 長鴻出版社    | 長鴻出版社                          |
| 卷數 | 發售日期       | ISBN                                                    | 發售日期      | ISBN                                |
| ---- | -------------- | ------------------------------------------------------- | ------------- | ----------------------------------- |
| 1    | 2016年5月20日  | ISBN 978-4-592-21541-7                                  | 2023年2月16日 | ISBN 978-626-007-329-9              |
| 2    | 2016年9月20日  | ISBN 978-4-592-21542-4                                  | 2023年2月16日 | ISBN 978-626-007-330-5              |
| 3    | 2017年1月20日  | ISBN 978-4-592-21543-1                                  | 2023年4月10日 | ISBN 978-626-007-524-8              |
| 4    | 2017年5月19日  | ISBN 978-4-592-21544-8                                  | 2023年4月10日 | ISBN 978-626-007-525-5              |
| 5    | 2017年9月20日  | ISBN 978-4-592-21545-5                                  | 2023年5月31日 | ISBN 978-626-007-724-2              |
| 6    | 2018年1月19日  | ISBN 978-4-592-21546-2 ISBN 978-4-592-10587-9（特裝版） | 2023年5月31日 | ISBN 978-626-007-725-9              |
| 7    | 2018年4月20日  | ISBN 978-4-592-21547-9                                  | 2023年8月9日  | ISBN 978-626-007-895-9              |
| 8    | 2018年7月20日  | ISBN 978-4-592-21548-6                                  | 2023年8月9日  | ISBN 978-626-007-896-6              |
| 9    | 2018年11月20日 | ISBN 978-4-592-21549-3                                  | 2023年9月29日 | ISBN 978-626-008-099-0              |
| 10   | 2019年3月20日  | ISBN 978-4-592-21550-9                                  | 2023年9月29日 | ISBN 978-626-008-100-3              |
| 11   | 2019年8月20日  | ISBN 978-4-592-22301-6                                  | 2023年12月1日 | ISBN 978-626-008-274-1              |
| 12   | 2019年12月20日 | ISBN 978-4-592-22302-3 ISBN 978-4-592-22722-9（特裝版） | 2023年12月8日 | ISBN 978-626-008-275-8              |
| 13   | 2020年4月20日  | ISBN 978-4-592-22303-0                                  | 2024年2月20日 | ISBN 978-626-008-437-0              |
| 14   | 2020年8月20日  | ISBN 978-4-592-22304-7                                  | 2024年4月17日 | ISBN 978-626-008-656-5              |
| 15   | 2021年1月20日  | ISBN 978-4-592-22305-4 ISBN 978-4-592-22757-1（特裝版） | 2024年7月3日  | EAN 471-300-655-756-5（首刷限定版） |

## 廣播劇CD
於2018年1月20日發售的《花與夢》4號，附贈改編自本篇第1和2話、一篇番外的廣播劇。
另外在1月19日發售的單行本第6卷特裝版，收錄改編自第28至30話、一篇番外的廣播劇。

### 製作人員
- 音響監督：濱野高年
- 音響效果：中島勝大（Swara Pro）
- 錄音：進藤公隆
- 錄音助手：根岸信洋
- 音響製作擔當：
- 音響製作：MAGIC CAPSULE
- 製作進行：藤井亞季（Tablier Communications）

## 電視動畫
2021年1月20日，宣佈將會改編為電視動畫。

### 主題曲
片頭曲

作詞、作曲、編曲、歌：BIN

歌：Hinano
作詞：岩里祐穗，作曲、編曲：倉田涼
片尾曲

編曲、歌：GARNiDELiA
作詞：美依禮芽，作曲：toku

歌：katagiri
作詞、作曲：katagiri，編曲：yonkey

### 各話列表
| 話數   | 日文標題 | 中文標題             | 劇本     | 分鏡       | 演出                         | 作畫監督                                                                                  | 總作畫監督                         | 首播日期       |
| ------ | -------- | -------------------- | -------- | ---------- | ---------------------------- | ----------------------------------------------------------------------------------------- | ---------------------------------- | -------------- |
| 第1話  |          | 祭品與獻祭之夜       | 水上清資 | 佐藤雅子   | 西田健一                     | 前原薰、笠野充志、永田有香、 都築裕佳子、Dog wood                                         | 長谷川真也                         | 2023年 4月19日 |
| 第2話  |          | 木蜂與貴族的宴會     | 水上清資 | 海風凉     | 則座誠                       | 新田隼人、山中和泉、、 星山企劃、STUDIO MASSKET、 Studio EverGreen                        | 都築裕佳子                         | 4月26日        |
| 第3話  |          | 魔族與人類的城鎮     | 水上清資 | 鈴木行     | 粟井重紀                     | jumondou seoul、 星山企劃                                                                 | 藤井昌宏                           | 5月3日         |
| 第4話  |          | 女貓與爬蟲公主       | 水上清資 | 西田健一   | 西田健一                     | 篠原佐代子、Studio EverGreen、 Dog wood                                                   | 都築裕佳子                         | 5月10日        |
| 第5話  |          | 不死的再生的聖獸     | 水上清資 | 佐藤雅子   | 寒竹清隆                     | 櫻井木之實、飯飼一幸、南伸一郎、 杜偉峰、魏旭龍、陳亮 Brian Barredo                       | 長谷川真也、 藤井昌宏              | 5月17日        |
| 第6話  |          | 少年與魔王           | 和場明子 | 石山貴明   | 石山貴明                     | 前原薰、永田有香、、 星山企劃、Dog wood                                                   | 藤井昌宏                           | 5月24日        |
| 第7話  |          | 愛恨交織的少年       | 水上清資 | 高田耕一   | 岩本保雄                     | 笠野充志、新田隼人、山中和泉、 篠原佐代子、福本佳菜繪、 STUDIO MASSKET、 Studio EverGreen | 都築裕佳子                         | 5月31日        |
| 第8話  |          | 海神與第二次試煉     | 石野敦夫 | 鈴木行     | 粟井重紀                     | 24FPS、Studio EverGreen、 、星山企劃                                                      | 藤井昌宏                           | 6月7日         |
| 第9話  |          | 王與宰相的過去       | 富田賴子 | 鈴木行     | 西田健一                     | 前原薰、山中和泉、永田有香、 Dog wood、村上雄                                             | 長谷川真也、 谷口元浩              | 6月14日        |
| 第10話 |          | 祭典與神聖的日子     | 水上清資 | 高田耕一   | 海寶興藏、 野上良之、 泉靜香 | Studio EverGreen、、 篠原佐代子、福本佳菜繪                                               | 藤井昌宏                           | 6月21日        |
| 第11話 |          | 守護與代王后         | 和場明子 | 鈴木行     | 粟井重紀                     | 櫻井木之實、南伸一郎、杜偉峰、 魏旭龍、陳亮、Brian Barredo                                | 都築裕佳子                         | 6月28日        |
| 第12話 |          | 祝福與未來的誓言     | 水上清資 | 吉田里紗子 | 竹谷徹平                     | 舘崎大、Studio EverGreen、 Dog wood、                                                     | 藤井昌宏                           | 7月5日         |
| 第13話 |          | 慰問與鬣狗族隊長     | 石野敦夫 | 高田耕一   | 永居慎平、 西田健一          | 山中和泉、永田有香、前原薰、 福本佳菜繪、篠原佐代子、Dog wood                             | 都築裕佳子、 谷口元浩              | 7月12日        |
| 第14話 |          | 指控與孤獨的鬣狗     | 富田賴子 | 石山貴明   | 石山貴明                     | 、Studio EverGreen、 Dog wood、館崎大                                                     | 藤井昌宏、 谷口元浩                | 7月19日        |
| 第15話 |          | 少年與幼子的邂逅     | 水上清資 | 高田耕一   | 粟井重紀                     | 飯飼一幸、宇都木勇、佐佐木幸惠、 酒井KEI、松下純子、 Studio EverGreen、星月動畫           | 都築裕佳子                         | 7月26日        |
| 第16話 |          | 侵略與亡國的幻狼     | 石野敦夫 | 西田健一   | 西田健一                     | 新田隼人、前原薰、篠原佐代子、 福本佳菜繪、                                               | 長谷川真也、 谷口元浩              | 8月2日         |
| 第17話 |          | 追擊與臣子的反擊     | 富田賴子 | 鈴木行     | 竹谷徹平                     | 櫻井木之實、南伸一郎、杜偉峰、 魏旭龍、陳亮                                               | 藤井昌宏                           | 8月9日         |
| 第18話 |          | 救援與命中註定的對決 | 和場明子 | 鈴木行     | 則座誠                       | 山中和泉、前原薰、篠原佐代子、 永田有香、福本佳菜繪                                       | 都築裕佳子                         | 8月16日        |
| 第19話 |          | 魔族與人類的橋樑     | 石野敦夫 | 高田耕一   | 粟井重紀                     | 谷口元浩、館崎大、孫建清、 李傑、Dog wood、Grain                                          | 長谷川真也、 谷口元浩              | 8月23日        |
| 第20話 |          | 信件與禁忌的魔女     | 和場明子 | 永居慎平   | 森田侑希                     | 高橋紀子、白石悟、 佐藤道雄、K Pro                                                        | 藤井昌宏、 長谷川真也              | 8月30日        |
| 第21話 |          | 和平與秘密的暴露     | 富田賴子 | 石山貴明   | 石山貴明                     | 山中和泉、新田隼人、 福本佳菜繪、                                                         | 都築裕佳子、 谷口元浩              | 9月6日         |
| 第22話 |          | 逃離與法官的野心     | 水上清資 | 西田健一   | 粟井重紀、 清水桃            | 櫻井木之實、南伸一郎、杜偉峰、 魏旭龍、陳亮                                               | 長谷川真也、 谷口元浩              | 9月13日        |
| 第23話 |          | 祭司長與王的真相     | 水上清資 | 高田耕一   | 竹谷徹平                     | 前原薰、 篠原佐代子、、 Studio EverGreen、Dog wood                                        | 藤井昌宏                           | 9月20日        |
| 第24話 |          | 王妃與王國的未來     | 水上清資 | 高田耕一   | 岩本保雄                     | 永田有香、篠原佐代子、 新田隼人、福本佳菜繪、 前原薰、Dog wood、 Studio EverGreen         | 長谷川真也、 都築裕佳子、 谷口元浩 | 9月27日        |

## 外部連結
- 官方網站（日語）
- 電視動畫的X（前Twitter）（日語）